# Pachnoda vuilleti
Pachnoda vuilleti är en skalbaggsart som beskrevs av Thierry Bourgoin 1914. Pachnoda vuilleti ingår i släktet Pachnoda och familjen Cetoniidae. Utöver nominatformen finns också underarten P. v. penancieri.